# Samostan Mocameta
Mocameta (gruzijsko: მოწამეთა) imenovana tudi samostan Mocameta je kompleks samostanov v regiji Imereti, približno 6 km severovzhodno od središča Kutaisija v Gruziji. Samostan je slikovito nameščen na skalnem rtu v zavoju reke Ckalcitela, pritoku reke Rioni .

## Zgodovina
Njegovo ime, katerega pomen je 'kraj mučencev', je povezano z bratoma plemiške družine Argveti, Davidom in Konstantinom, ki sta v 8. stoletju organizirala upor proti okupacijskim Arabcem.
Ko upor ni uspel, so ju zajeli in nato jima je bilo obljubljeno odpuščanje v zameno za sprejem islama. Nobene ponudbe nista sprejela, zato so ju mučili in ubili, njuni trupli pa vrgli v reko. Voda je postala rdeča in v spomin na ta dogodek se je reka imenovala Ckalcitela, kar pomeni 'rdeča voda'. Po pripovedovanju so posmrtne ostanke bratov ujeli levi in jih odnesli na hrib, kjer je samostan Gelati. Kasneje ju je Gruzinska pravoslavna cerkev priznala za svetnika in v 11. stoletju je gruzijski kralj Bagrat IV. tam ustanovil tempelj. 
Uradniki boljševiške tajne policije so leta 1923 prenesli posmrtne ostanke Davida in Konstantina iz samostana Gelati v muzej v Kutaisiju, vendar je to povzročilo tak škandal, da so relikvije hitro vrnili in so še danes v samostanih. 
Po legendi obstaja skrivni prehod med samostani Mocameta in samostanom Gelati, ki so ga uporabljali med vojnami.
- Samostanske zgradbe
- Okrašena vrata